# After Dark (film 1915)
After Dark è un film muto del 1915 diretto da Frederic Thomson (Frederick A. Thomson). È il secondo film per Kathryn Adams e uno dei due soli film interpretati da Melville Stewart, un noto attore teatrale inglese che lavorò a lungo anche a Broadway.

## Trama
Durante la guerra ispano-americana, il tenente Richard Bellamy, un codardo, fugge via e torna negli Stati Uniti dopo essersi impossessato dei fondi del reggimento. Lì. seduce la moglie di un altro ufficiale, Frank Dalton. Quando quest'ultimo scopre l'infedeltà della moglie, si lascia andare e diventa un vagabondo. Bellamy, dopo che l'amante - che lui aveva lasciato - muore, prende con sé Fanny, la figlia dei Dalton e si mette in affari con Norris, un giocatore d'azzardo.
I due si mettono a ricattare George Medhurst per aver falsificato un assegno. George, innamoratosi di Fanny, la sposa dopo che suo padre muore e lo lascia erede della sua fortuna. Ma poi la abbandona, avendo scoperto che nel testamento è stata inclusa la clausola che, per entrare in possesso dell'eredità, deve sposare Rose Edgerton, una ragazza scelta da suo padre.
Dalton, che vive sempre da vagabondo, salva prima George e poi anche Fanny da due tentativi di omicidio di Bellamy e Norris, che vengono arrestati. Rose, la ragazza che dovrebbe sposare George, gli consegna la sua eredità e gli consiglia di ritornare dalla moglie. I due si riconciliano e da loro viene a vivere anche Old Tom, il vecchio Dalton.

## Produzione
Il film fu prodotto dalla William A. Brady Picture Plays. Il produttore William A. Brady era stato il protagonista della messa in scena del lavoro teatrale in una produzione a New York.

## Distribuzione
Distribuito dalla World Film, la pellicola uscì nelle sale cinematografiche statunitensi il 12 luglio 1915.